# Pseudogyndes
Genre
Pseudogyndes est un genre d'opilions laniatores de la famille des Gonyleptidae.

## Distribution
Les espèces de ce genre sont endémiques de la région des Lacs au Chili.

## Liste des espèces
Selon World Catalogue of Opiliones (13/09/2021) :
- Pseudogyndes marginatus Roewer, 1961
- Pseudogyndes subsimilis (Roewer, 1913)

## Publication originale
- Mello-Leitão, 1932 : « Opiliões do Brasil. » Revista do Museu Paulista, vol. 17, p. 1–505.